# 御岳山古墳
御岳山古墳（みたけさんこふん）は、東京都世田谷区等々力1丁目にある前方後円墳(帆立貝形古墳)である。葺石や埴輪などを備えている。都史跡。

## 概要

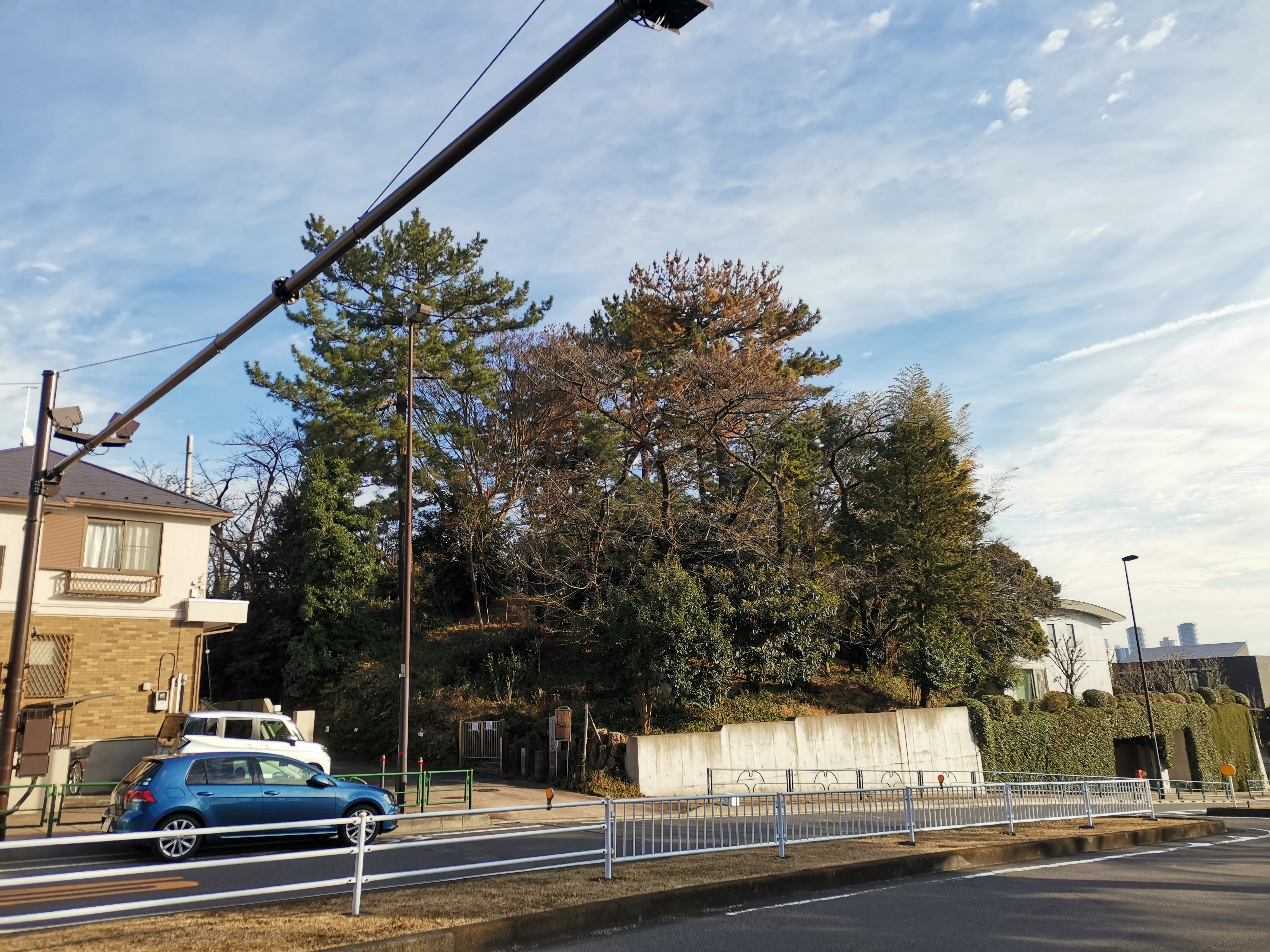
東京都道312号白金台町等々力線を挟んだ向かい側から見る御岳山古墳

帆立貝形古墳であり、全長54メートル、後円部直径40メートル、高さ7メートル。5世紀後半～6世紀中頃に築造されたとみられる。1917年に、地元の住民により東京都指定文化財である七鈴鏡が発見され、1950年にには後円部墳頂から粘土槨の埋葬施設が発掘された。鉄製短甲2両や鉄製の武器などが出土している。そのほか、560もの埴輪（円筒埴輪・家形埴輪・鳥形埴輪ほか）や須恵器などの遺物もある。1980年2月21日、都史跡に指定された。